# Jazz
„Jazz“ е седмият студиен албум на британската рок група Куийн, издаден през ноември 1978 година. Албумът съдържа различни музикални стилове, последователно похвалени и разкритикувани, той е подложен на жестоко унищожителен преглед от Дейв Марш (Rolling Stone), които включва предположението, че „Куийн могат да бъдат първата истинска фашистка рок група.“ Въпреки това албумът достига до номер шест в САЩ в Билборд. Рой Томас Бейкър временно се събира с Куийн и става техен продуцент за този албум. Това се случва 3 години след издаването на A Night at the Opera.
Куийн продават албума с плакати, изобразяващи всички жени от различни раси на велосипеди при заснемането на клипа на „Fat Bottomed Girls“. Това е първият албум на Куийн, записван извън Обединеното кралство, за данъчни цели. В обложката е включена бележката „Мълния с любезното съдействие на Бог“, позовавайки се на катастрофата на гръмотевичния чух в края на песента „Dead On Time“, който Мей записва с преносими аудио рекордер, по време на гръмотевична буря. Обложката е предложена от Роджър Тейлър, който преди това вижда сходен дизайн, изписан на Берлинската стена.

## Списък на песните
Страна А
1. Mustapha (Mercury) – 3:01
2. Fat Bottomed Girls (May) – 4:16
3. Jealousy (Mercury) – 3:13
4. Bicycle Race (Mercury) – 3:01
5. If You Can’t Beat Them (Deacon) – 4:15
6. Let Me Entertain You' (Mercury) – 3:01

Страна Б
1. Dead on Time (May) – 3:23
2. In Only Seven Days (Deacon) – 2:30
3. Dreamer's Ball (May) – 3:30
4. Fun It (Taylor) – 3:29
5. Leaving Home Ain’t Easy (May) – 3:15
6. Don’t Stop Me Now (Mercury) – 3:29
7. 'More of That Jazz (Taylor) – 4:16

## Състав
- Фреди Меркюри: водещи и беквокали, пиано, джангъл пиано
- Брайън Мей: китари, беквокали, пиано
- Роджър Тейлър: барабани, перкусия, беквокали,
- Джон Дийкън: бас